# Idaea longipedata
Idaea longipedata là một loài bướm đêm trong họ Geometridae.